# Christian Hacker (Eishockeyspieler)
Christian Hacker (* 8. Februar 1992 in Schongau) ist ein ehemaliger deutscher Eishockeytorwart, der unter anderem für den EC Peiting und die Dresdner Eislöwen aktiv war. 
Bekannt wurde Hacker zudem über verschiedene Auftritte in Reality-TV-Formaten wie Take Me Out, Coras House of Love und Love Island. Hacker leitet ein Fitnessstudio in seiner Heimatstadt. Des Weiteren ist er als Model aktiv.

## Karriere
Christian Hacker begann seine Karriere als Eishockeyspieler in der Nachwuchsabteilung des EC Bad Tölz, für den er bis 2008 unter anderem in der Schüler-Bundesliga sowie der Deutschen Nachwuchsliga aktiv war. In der Saison 2007/08 stand er zudem für die Junioren des EV Landsberg in der Jugend-Bundesliga zwischen den Pfosten. In der Saison 2008/09 spielte der Torwart für die Jungadler Mannheim, mit denen er den DNL-Meistertitel gewann. In den folgenden beiden Jahren stand er im Aufgebot des EC Peiting aus der drittklassigen Eishockey-Oberliga, kam jedoch nur für deren Nachwuchsteam in der Junioren-Bundesliga zum Einsatz und gewann mit diesem 2011 den Junioren-Meistertitel.
Zur Saison 2011/12 wurde Hacker von den Dresdner Eislöwen verpflichtet, für deren Profimannschaft er in der Hauptrunde zu fünf Einsätzen in der 2. Eishockey-Bundesliga kam. In der Saison 2012/13 steht er erneut im Kader der Dresdner Eislöwen und ist zusätzlich mit einer Förderlizenz für den Oberligisten  ERV Chemnitz 07  ausgestattet.
Zur Saison 2013/14 wurde Hacker vom Oberligisten EHV Schönheide 09 verpflichtet und im Saisonverlauf per Förderlizenz an die Eispiraten Crimmitschau ausgeliehen, die ihn jedoch nicht einsetzten. Im Januar 2014 wechselte er zu den Hammer Eisbären, für die er einige Spiele bestritt, ehe er seine Karriere beendete.

## Erfolge und Auszeichnungen
- 2009 DNL-Meister mit den Jungadler Mannheim
- 2011 Deutscher Juniorenmeister mit dem EC Peiting